# Чжан Ванли
Чжан Ванли (кит. 张旺丽; род. 27 мая 1996) — китайская тяжелоатлетка, чемпионка мира 2018 года, чемпионка Азии 2016 года.

## Карьера
На чемпионате Азии 2016 года, в весе до 69 кг, она оказалась на первом итоговом месте с общим результатом 245 кг. И в рывке и в упражнение толчок показала первый результат и завоевала малые золотые медали. 
В начале ноября 2018 года на чемпионате мира в Ашхабаде, китайская спортсменка, в весовой категории до 71 кг., завоевала абсолютную золотую медаль, взяв общий вес 267 кг. При этом в упражнениях и толчок, и рывок она завоевала малую золотую медаль. 
На предолимпийском чемпионате мира 2019 года, который проходил в Таиланде, китайская спортсменка завоевала серебряную медаль в весовой категории до 76 кг. Общий вес на штанге 271 кг. В упражнении рывок она стала второй (118 кг), в толкании завоевала малую золотую медаль (153 кг).